# Француз Віталій Йосипович
Віта́лій Йо́сипович Францу́з (нар. 5 березня 1958, м. Монастириська, Тернопільська область) — український політик. Голова Житомирської обласної ради у 2008—2010 та 2014—2015 роках.

## Біографія
Народився 5 березня 1958 року у місті Монастириська Тернопільської області в сім'ї службовців. Одружений, має доньку та онуку.
У 1975 році закінчив Монастирську середню школу, вступив у Львівське пожежно-технічне училище МВС СРСР, яке закінчив з відзнакою у 1978 році.
З 1975 року по 2005 рік служив в органах внутрішніх справ. Пройшов шлях від курсанта до першого заступника начальника УМВС України в Житомирській області, полковник міліції у відставці.
У 1985 році закінчив Київську вищу школу МВС СРСР ім. Дзержинського і отримав кваліфікацію юриста.
З 1991 року по 1998 рік — начальник відділу з питань ліквідації наслідків аварії на ЧАЕС УМВС України у Житомирській області.
У 2005 році звільнився з органів внутрішніх справ.
У 2006 році обраний депутатом Житомирської обласної ради V скликання. Керівник фракції «Блок Юлії Тимошенко».
З 1 лютого 2008 по 17 листопада 2010 рік — голова Житомирської обласної ради V скликання.
У 2010 році обраний депутатом Житомирської обласної ради VI скликання, очолював депутатську фракцію «Батьківщина».
З 21 лютого 2014 по 12 листопада 2015 року — голова Житомирської обласної ради VI скликання.

## Нагороди
Нагороджений державними нагородами, медалями:
- Медаль «За відмінну службу з охорони громадського порядку»,
- Медаль «За бездоганну службу» — III ст.,
- «Жукова»?,

а також відомчими медалями та знаками.